# Liste des circonscriptions législatives de la Corse-du-Sud
Le département français de la Corse-du-Sud est, sous la Cinquième République, constitué de deux circonscriptions législatives depuis la création du département en  1976, ce nombre étant maintenu lors du redécoupage de 2010, entré en application à compter des élections législatives de 2012.

## Présentation
Par ordonnance du 13 octobre 1958 relative à l'élection des députés à l'Assemblée nationale, le département de la Corse est d'abord constitué de trois circonscriptions électorales.
Lors de la bidépartementalisation de la Corse en Corse-du-Sud et Haute-Corse, le nombre de députés à l'Assemblée nationale a été porté de 473 à 474, chacun de ces deux départements désignant deux sièges, contre un total de trois précédemment pour l'île entière.
Lors des élections législatives de 1986 qui se sont déroulées selon un mode de scrutin proportionnel à un seul tour par listes départementales, le nombre de deux sièges de la Corse-du-Sud a été conservé.
Le retour à un mode de scrutin uninominal majoritaire à deux tours en vue des élections législatives suivantes, a maintenu ce nombre de deux sièges,, selon un nouveau découpage électoral.
Le redécoupage des circonscriptions législatives réalisé en 2010 et entrant en application à compter des élections législatives de juin 2012, n'a modifié ni le nombre ni la répartition des circonscriptions de la Corse-du-Sud.

## Composition des circonscriptions

### Composition des circonscriptions du département de la Corse de 1958 à 1976
À compter de 1958, le département de la Corse comprend trois circonscriptions.
- 1re circonscription : l'Île-Rousse, Belgodère, Muro, Calvi, Olmi-Cappella, Calenzana, Evisa, Piana, Vico, Soccia, Salice, Sari-d'Orcino, Bocognano, Ajaccio, Sarrola, Bastelica, Zicavo, Santa-Maria-Siché.
- 2e circonscription : Rogliano, Luri,  Nonza, Brando, San-Martino, Saint-Florent, Bastia, Santo-Pietrodi-Tenda, Oletta, Borgo, Murato, Lama, Campitello, Campile, Vescovato, Porta, Perocasavecchie, San-Nicolac, Cervione.
- 3e circonscription : Castifao, Morosaglia, Ornessa, Saint-Laurent, Piedicroce, Calacuccia, Corte, Sermano, Valle-d'Alesani, Venaco, Piedicorte, Pietra-di-Verde, Moita, Vezzani, Ghisoni, Prunelli-di-Flumorbo, Petreto-Bicchisano, Serra-di-Scopamene, Olmeto, Sainte-Lucie-de-Tallane, Levie, Sartène, Porto-Vecchio, Bonifacio.

### Composition des circonscriptions du département de la Corse-du-Sud de 1976 à 1986
À compter de sa création en 1976, le département de la Corse-du-Sud comprend deux circonscriptions regroupant les cantons suivants :
- 1re circonscription : Ajaccio-I, Ajaccio-II, Ajaccio-III, Ajaccio-IV, Ajaccio-V, Bastelica, Celavo-Mezzana, Cruzini-Cinarca, Les Deux-Sevi, Les Deux-Sorru, Santa-Maria-Siché, Zicavo.
- 2e circonscription : Bonifacio, Figari, Levie, Olmeto, Petreto-Bicchisano, Porto-Vecchio, Sartène, Tallano-Scopamène.

### Composition des circonscriptions depuis 1988
À compter du découpage de 1986, le département de la Corse-du-Sud comprend deux circonscriptions regroupant les cantons suivants :
- 1re circonscription : Ajaccio-I, Ajaccio-II, Ajaccio-III, Ajaccio-IV, Ajaccio-V, Ajaccio-VII, Celavo-Mezzana, Cruzini-Cinarca, Les Deux-Sevi, Les Deux-Sorru.
- 2e circonscription : Ajaccio-VI, Bastelica, Bonifacio, Figari, Levie, Olmeto, Petreto-Bicchisano, Porto-Vecchio, Santa-Maria-Siché, Sartène, Tallano-Scopamène, Zicavo.